# Mebrohalon
Mebrohalon (MBQ) je GABAergik klase hinazolinona i analog je meklohalona koji ima slična sedativna i hipnotička svojstva kao i njegovo matično jedinjenje, što je rezultat njegove agonističke aktivnosti na β podtipu GABAa receptora. Prvobitno sintetisan tokom 1960-ih, Mebrohalon se razlikuje od meklohalona po tome što ima atom broma umesto hlora na 3-fenil prstenu. U Nemačkoj je 1998. proglašen ilegalnim, ali malo drugih informacija je dostupno. Smatra se da je ovo jedinjenje prodavato na crnom tržištu u Nemačkoj kao dizajnerski analog meklohalona.

## Osobine
Mebrohalon je organsko jedinjenje, koje sadrži 15 atoma ugljenika i ima molekulsku masu od 315,165 .
| Osobina                  | Vrednost |
| ------------------------ | -------- |
| Broj akceptora vodonika  | 2        |
| Broj donora vodonika     | 0        |
| Broj rotacionih veza     | 1        |
| Particioni koeficijent ( | 3,4      |
| Rastvorljivost (logS, log(mol/L))       | -4,7     |
| Polarna površina (PSA, Å2)  | 32,7     |

## Literatura
- Hardman JG, Limbird LE, Gilman AG (2001). Goodman & Gilman's The Pharmacological Basis of Therapeutics (10. изд.). New York: McGraw-Hill. ISBN 0071354697. doi:10.1036/0071422803.
- Thomas L. Lemke; David A. Williams, ур. (2007). Foye's Principles of Medicinal Chemistry (6. изд.). Baltimore: Lippincott Willams & Wilkins. ISBN 0781768799.